# RCF (azienda)
RCF (in origine "Radio Cine Forniture – R.C.F. S.r.l.") è un'azienda italiana di Reggio nell'Emilia costituita nel 1949, tra i leader mondiali nella produzione di sistemi audio professionali.

## Storia
RCF nasce nel 1949 come ditta produttrice di microfoni, amplificatori e trasduttori elettroacustici (altoparlanti); questi ultimi venivano poi installati da altre aziende produttrici di sistemi di rinforzo sonoro nelle proprie casse acustiche. Dopo gli anni '60 la RCF produce e distribuisce altoparlanti a tromba per public address, mentre a partire dagli anni '70 installa i propri altoparlanti in casse acustiche di propria produzione. Nel 1996 la ditta introduce nel mercato italiano la serie ART, composta da diffusori acustici con amplificatore incorporato nella cassa, divenendo tra i pochi produttori a livello globale di diffusori attivi.
Nel 2004 viene introdotta la serie High Definition - Touring and Theatre, equipaggiata con DSP. Recentemente è stata sviluppata la tecnologia RD Net, sistema per il controllo remoto in rete degli altoparlanti facenti parte di un sistema di rinforzo sonoro per grandi eventi e grandi installazioni. Dal 2017 tutti gli altoparlanti attivi con DSP incorporano la tecnologia FiRPHASE, che permette di ottenere una riproduzione lineare con fase a 0°, posizionandosi come il primo marchio al mondo ad avere un catalogo completo di diffusiori pienamente compatibili in fase.
Il 20 settembre 2019 RCF Group è pronto a ritornare nella Borsa di Milano (dopo il delisting del 2013), segmento STAR, con una forchetta da 1,15-1,45 euro. Un mese più tardi, il 17 ottobre 2019, rinuncia alla quotazione per il mercato non favorevole.

## Sistemi di diffusione professionale
- Live sound (sistemi professionali)
  - Art 3/4/7/9 - Portable audio systems
  - D-Line - Professional portable systems
  - EVOX - Column array portable systems
  - 4Pro
  - V-Max
  - Nx Series
  - Sub Series
  - VSA Vertically Steerable Array (installazioni sonore)
  - Analog Mixer series
  - Digital Mixer series
  - TT+ High Definition Touring & Theatre (sistemi per grandi eventi)
  - Studio Monitoring AYRA / MYTHO / Iconica headphones

## Sistemi di installazione audio
- Installed Audio
- Commercial Audio
- Forum Congress
- Sistemi EN54

## RCF Arena
RCF Arena nasce nella zona già nota come Campovolo ed è pronta ed operativa da settembre 2020. Lo spazio per eventi all'aperto consente una capienza da 10 000 a 100 000 persone, con una pendenza del prato del 5% per garantire una visuale ed un'acustica ottimali. Il palco è posto nella parte più bassa dell’Arena in posizione centrale e con un angolo visuale massimo di 110° - valore ottimale per permettere a tutto il pubblico la migliore visibilità. Gli spazi dell'Arena hanno già ospitato eventi con affluenza record come il Popmart Tour degli U2 e i vari concerti di Campovolo dell'artista Luciano Ligabue di Harry Styles, degli AC/DC e dei Rammstein.